# Комплексная функция
Комплексная функция — основной объект изучения теории функций комплексной переменной, комплекснозначная функция комплексного аргумента: {\displaystyle f\colon \mathbb {C} \to \mathbb {C} }.
Как и комплекснозначная функция вещественной переменной может быть представлена в виде:
{\displaystyle f(z)=u(z)+iv(z)},
где {\displaystyle u(z)} и {\displaystyle v(z)} — вещественнозначные функции комплексного аргумента, называемые соответственно вещественной и мнимой частью функции {\displaystyle f(z)}. В отличие от вещественных функций, между компонентами разложения имеется более глубокая связь, например, для того, чтобы функция {\displaystyle f(z)} была дифференцируема в смысле функции комплексной переменной, должны выполняться условия Коши — Римана:
{\displaystyle {\frac {\partial u}{\partial x}}={\frac {\partial v}{\partial y}}};
{\displaystyle {\frac {\partial u}{\partial y}}=-{\frac {\partial v}{\partial x}}}.
Примерами аналитических функций комплексной переменной являются: степенная функция, экспонента, гамма-функция, дзета-функция Римана, хребтовая функция и многие другие, а также обратные им функции и любые их комбинации. Однако действительная часть комплексного числа {\displaystyle \mathrm {Re} \,z}, мнимая часть {\displaystyle \mathrm {Im} \,z}, комплексное сопряжение {\displaystyle {\bar {z}}}, модуль {\displaystyle r=|z|} и аргумент {\displaystyle \varphi (z)} аналитическими функциями комплексного переменного не являются, так как не удовлетворяют условиям Коши — Римана.

### Свойства функций комплексного переменного
В отличие от функций действительного переменного, которые могут быть дифференцируемы конечное число раз, функция комплексного переменного, имеющая в некоторой области первую производную, является бесконечно дифференцируемой в этой области, то есть обладает производными любого порядка.
Это одно из удивительных свойств функций комплексного переменного, связанное с понятием аналитичности. Если функция комплексного переменного дифференцируема в некоторой области, она автоматически становится аналитической, что означает её разложимость в степенной ряд (ряд Тейлора) вблизи любой точки этой области. При этом данный ряд будет сходиться к функции в пределах определённого радиуса сходимости.
Такое поведение сильно отличается от поведения функций действительного переменного, где наличие одной или нескольких производных вовсе не гарантирует бесконечную дифференцируемость функции.